# Liste von Söhnen und Töchtern der Stadt Delft
Dies ist eine Liste bekannter Persönlichkeiten, die in der niederländischen Stadt Delft geboren wurden.

## 1401–1600

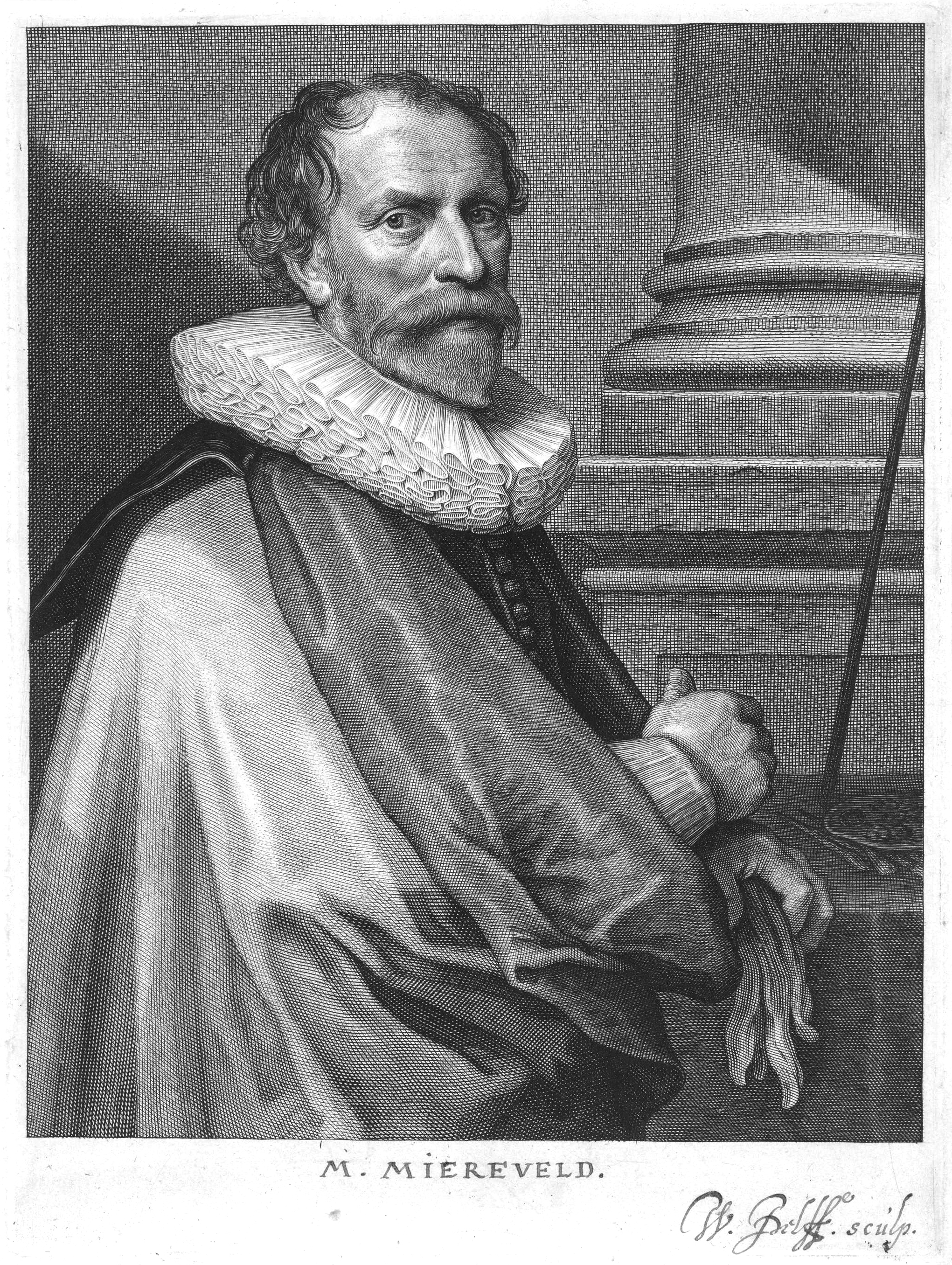
Michiel van Mierevelt
(1567–1641)

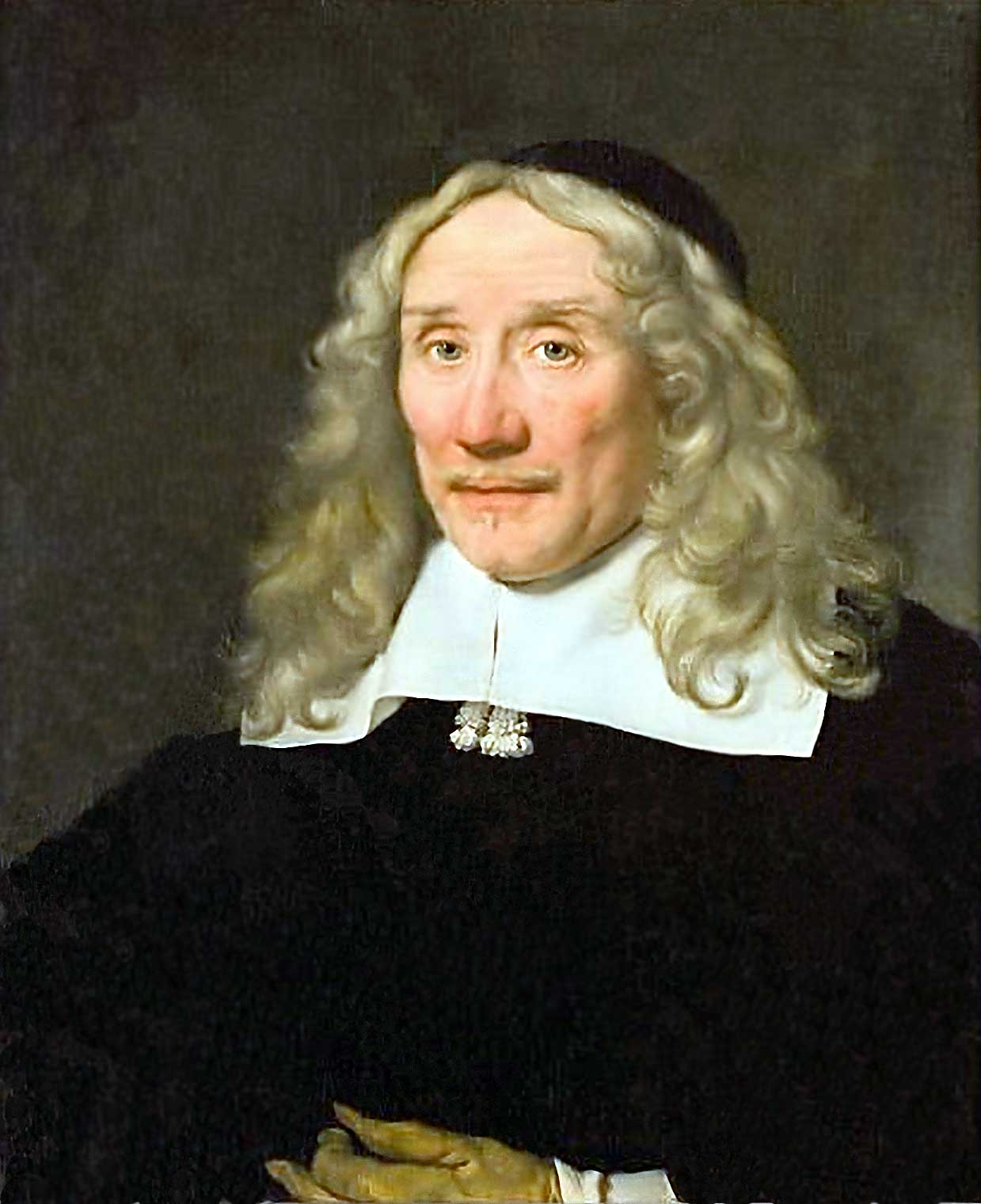
Adolphus Vorstius
(1597–1663)

- Aert van der Goes (1475–1545), Politiker
- Cornelis Musius (1500–1572), römisch-katholischer Priester und Klosterrektor, humanistischer Gelehrter, Dichter und Kunstsammler
- Adriaen van der Goes (1505–1560), Landesadvokat Hollands
- Hugo Blotius (1533–1608), Jurist und Bibliothekar
- Christian Kruik von Adrichem (1533–1585), Priester und Schriftsteller
- Pontus Heuterus (1535–1602), Historiker und römisch-katholischer Geistlicher
- Cornelis de Groot (1546–1610), Rechtswissenschaftler
- Sasbout Vosmeer (1548–1614), römisch-katholischer Bischof
- Arent Jacobsz van der Graeff (1557–1642), Bürgermeister von Delft
- Michiel van Mierevelt (1567–1641), Maler
- Jacob Woutersz Vosmaer (1574–1641), Stilllebenmaler
- Floris van Dyck (1575–1651), Stilllebenmaler
- Luise Juliana von Oranien-Nassau (1576–1644), Kurfürstin von der Pfalz
- Piet Pieterszoon Heyn (1577–1629), Freibeuter
- Outgert Cluyt (1578–1636), Arzt, Botaniker und Entomologe
- Willem Jacobszoon Delff (1580–1638), Kupferstecher und Maler
- Hugo Grotius (1583–1645), Philosoph, reformierter Theologe, Rechtsgelehrter und früher Aufklärer
- Friedrich Heinrich von Oranien (1584–1647), Statthalter der Vereinigten Niederlande
- Adriaen Pietersz. van de Venne (1589–1662), Maler und Dichter
- Daniel Mytens (1590–1647), englischer Maler mit flämischen Wurzeln
- Leonaert Bramer (1596–1674), Maler
- Nicolaas Dedel (1597–1646), Rechtswissenschaftler
- Adolphus Vorstius (1597–1663), Mediziner und Botaniker
- Maria Belgia (1599–1647), portugiesische Prinzessin
- Theodor Graswinckel (1600–1666), Jurist und Verfechter der Freiheit der Meere

## 1601–1700

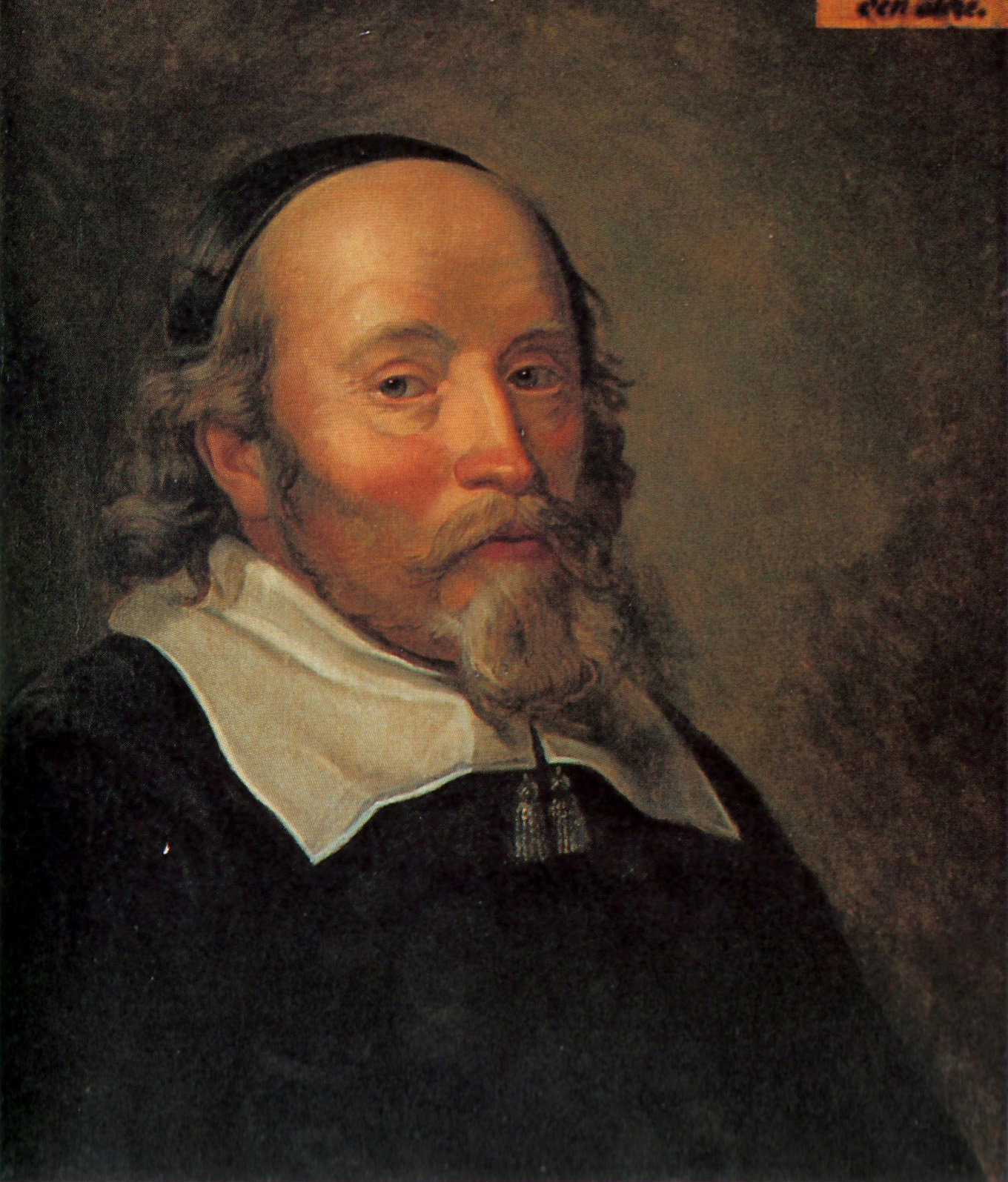
David Beck
(1621–1656)

- Anthonie Palamedesz. (1601–1673), Porträt- und Genremaler
- Evert van Aelst (1602–1657), Stilllebenmaler
- Simon Kick (1603–1652), Maler
- Christiaen Gillisz. van Couwenbergh (1604–1667), Maler
- Maarten van den Hove (1605–1639), Astronom
- Hendrick Cornelisz. van Vliet (1611/1612–1675), Maler des Goldenen Zeitalters
- David Beck (1621–1656), Porträtmaler
- Egbert van der Poel (1621–1664), Maler
- Daniel Vosmaer (1622–1669/1670), Maler
- Willem van Aelst (1627–1683), Stilllebenmaler
- Marie de la Motte (1627–1683), Prostituierte, Bordellwirtin und Malermodell
- Christoph Delphicus von Dohna (1628–1668), schwedischer General und Diplomat
- Nicolaes Vosmaer (1629–1664), Maler von Meeresansichten
- Philippus Baldaeus (1632–1671), reformierter Geistlicher, Schriftsteller, Proto-Indologe und -Ethnologe
- Antoni van Leeuwenhoek (1632–1723), Naturforscher, Erbauer und Nutzer von Lichtmikroskopen
- Jan Vermeer (1632–1675), Maler des Barock
- Geertgen Wyntges (1636–1712), Malerin des Barock
- Anthonie Heinsius (1641–1720), Staatsmann und Ratspensionär
- Elizabet Hartloop (1655–1685), Dichterin
- Joanna van Frytom (1662–1740), Malerin

## 1701–1900

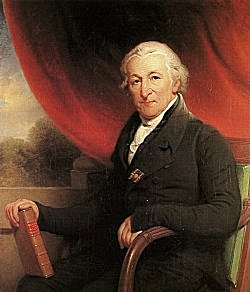
Martinus van Marum
(1750–1837)

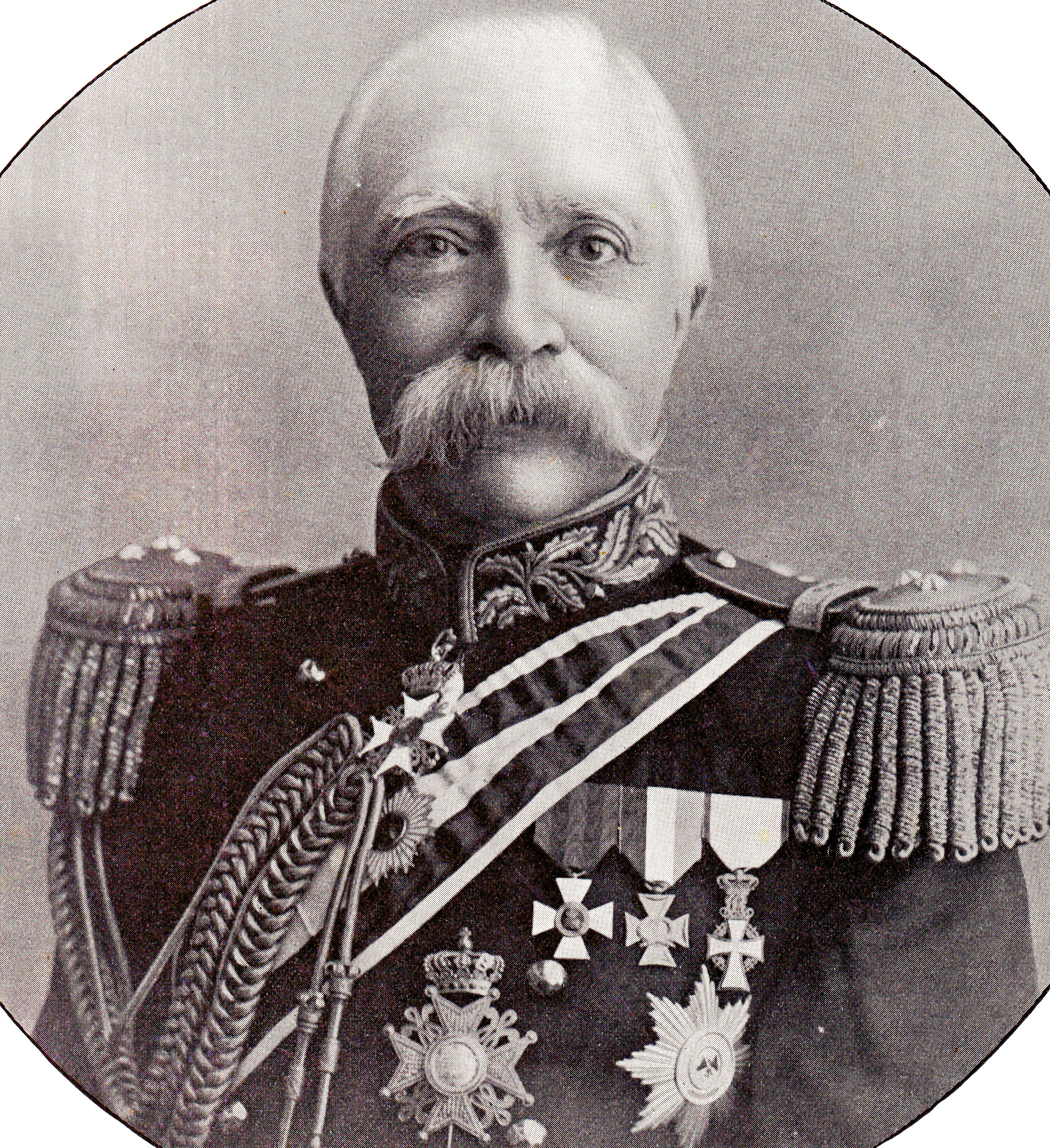
Johannes Willem Bergansius
(1836–1913)

- Franco Pauw (1714–1776), Lokalpolitiker
- Nicolaas Hoogvliet (1729–1777), reformierter Theologe
- Martinus van Marum (1750–1837), Arzt, Naturforscher, Chemiker und Wissenschaftler
- Adrianus Sanderus van der Boon Mesch (1762–1828), Mediziner
- Michael Jacobus Macquelijn (1771–1852), Mediziner
- Philippe-Charles Schmerling (1790–1836), belgischer Arzt, Anatom und Paläontologe
- Hendrik Carel van der Boon Mesch (1795–1831), niederländischer Mediziner und Naturwissenschaftler
- Antonius Henricus van der Boon Mesch (1804–1874), Chemiker und Agrarwissenschaftler
- Mienette van der Chijs (1814–1895), Weltreisende, Publizistin und Sozialreformerin
- Pieter Alardus Haaxman (1814–1887), Genre- und Porträtmaler sowie Kunstpädagoge
- Jan Fabius (1820–1889), Genre- und Landschaftsmaler
- Suzanne Manet (1829–1906), niederländisch-französische Pianistin
- Betsy Perk (1833–1906), Schriftstellerin und Feministin
- Jan Pieter Nicolaas Land (1834–1897), Orientalist und Philosoph
- Johannes Willem Bergansius (1836–1913), Generalleutnant und Politiker
- Lambert van Meerten (1842–1904), Kunst- und Antiquitätensammler
- Bernard Gijlswijk (1870–1944), römisch-katholischer Erzbischof und Diplomat des Heiligen Stuhls
- Hugo Alexander Koch (1870–1928), Erfinder
- Antoinette van Hoytema (1875–1967), Malerin
- Jan Thomée (1886–1954), Fußballspieler
- Evert van Dijk (1893–1986), Luftfahrtpionier und Pilot
- Henri van Schaik (1899–1991), Vielseitigkeitsreiter[1]

## 1901–1970

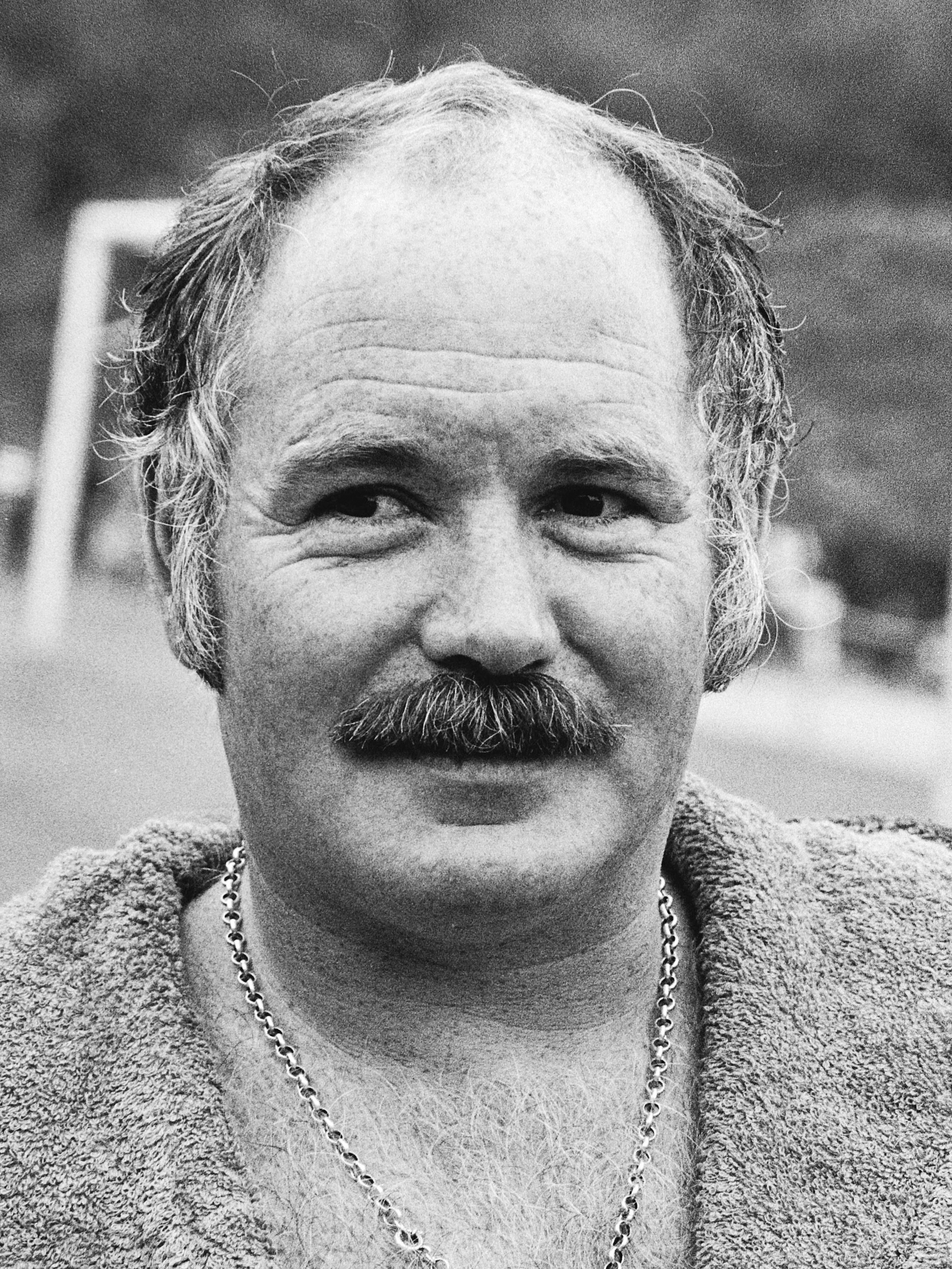
Nico Haak
(1939–1990)

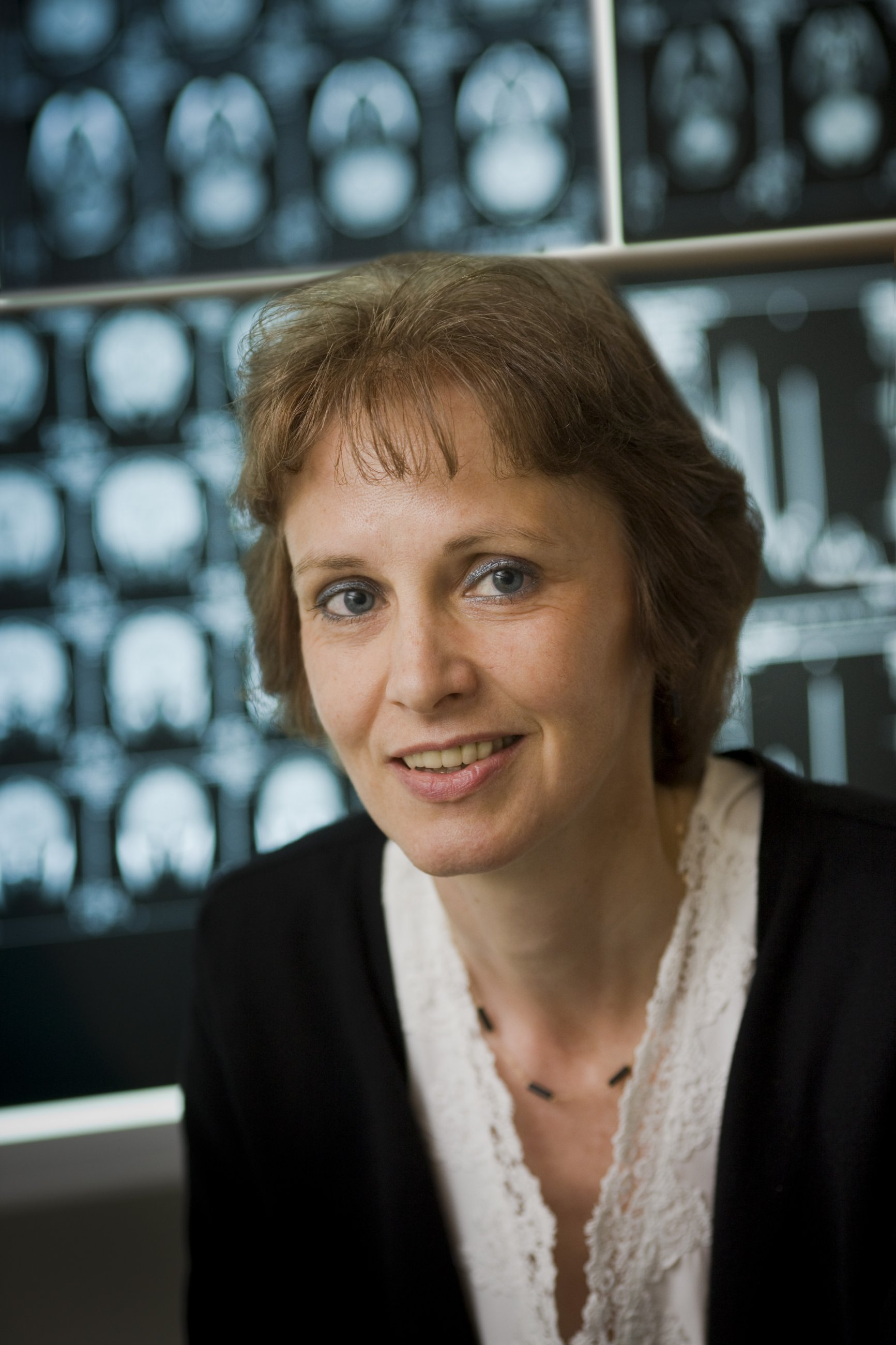
Marjo van der Knaap
(* 1958)

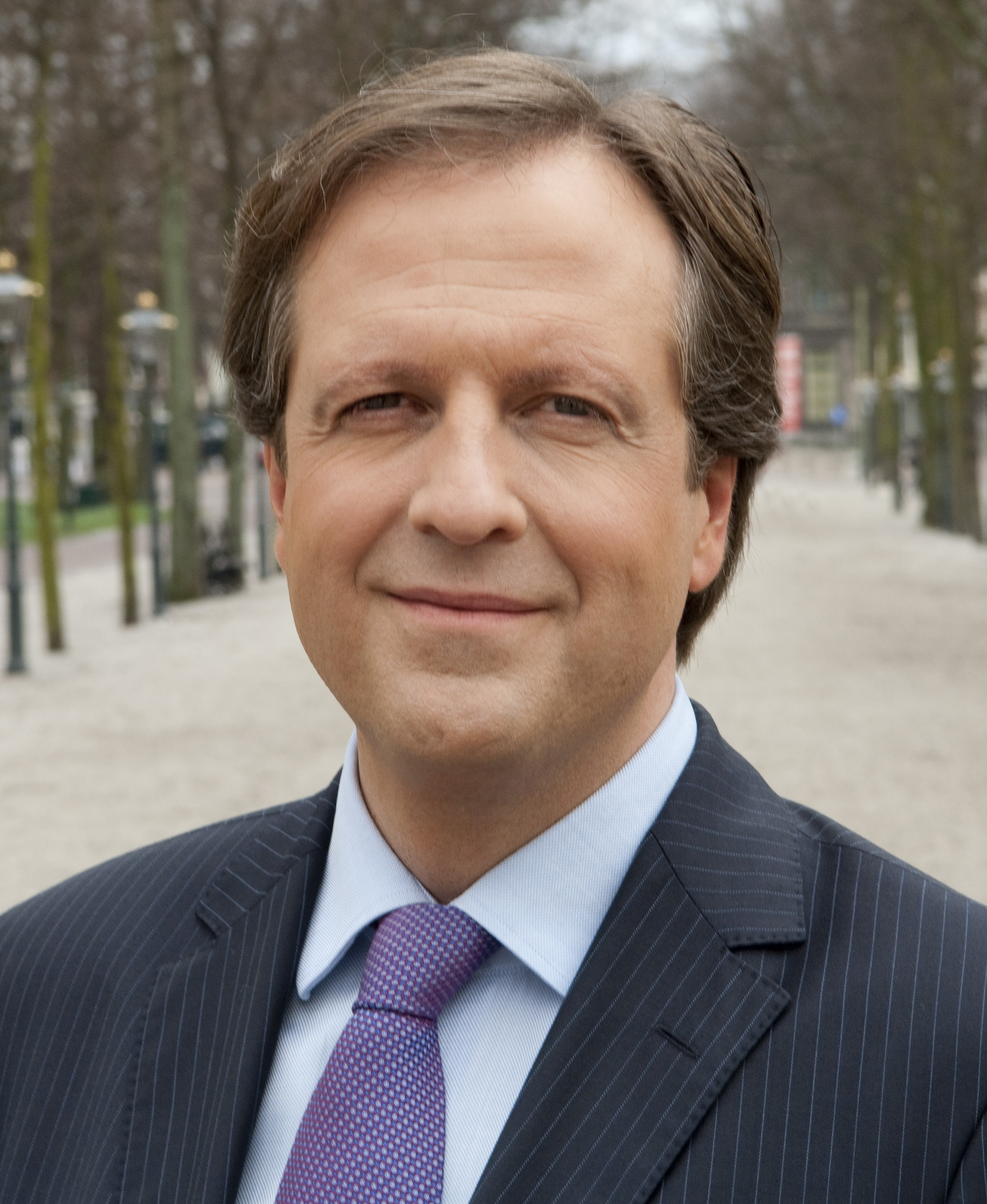
Alexander Pechtold
(* 1965)

- Wouter C. Braat (1903–2000), Archäologe
- Joop van Nellen (1910–1992), Fußballspieler
- Lo Simons (1910–1956), Motorradrennfahrer
- Jan Schoonhoven (1914–1994), Künstler
- Martinus Osendarp (1916–2002), Leichtathlet
- Ton Lutz (1919–2009), Schauspieler und Regisseur[2]
- Luc Lutz (1924–2001), Schauspieler[3]
- Cornelis Kalkman (1928–1998), Botaniker
- Dolf Verroen (* 1928), Schriftsteller, Kritiker, Übersetzer und Essayist
- Wilhelmus Luxemburg (1929–2018), Mathematiker
- Robert Janssen (1931–2019), klinischer Psychologe und Indologe
- Cees Douma (1933–2023), Architekt
- Piet Bukman (1934–2022), Politiker
- Jan Henderikse (* 1937), Künstler
- Christina Baas-Kaiser (1938–2022), Eisschnellläuferin
- Nico Haak (1939–1990), Schlagersänger und Entertainer
- Joop Gouweleeuw (1940–2017), Judoka
- Piet van der Kruk (* 1941), Gewichtheber und Kugelstoßer[4]
- Jan Koster (* 1945), Linguist
- Poul de Haan (* 1947), Steuermann im Rudern
- Walter van Hauwe (* 1948), Blockflötist und Musikpädagoge
- Ria Stalman (* 1951), Sportjournalistin und Leichtathletin
- Dennis de Jong (* 1955), Politiker
- Theo van Lint (* 1957), Armeneloge
- Marjo van der Knaap (* 1958), Neurologin und Hochschullehrerin
- Patti Valkenburg (* 1958), Medienwissenschaftlerin und Hochschullehrerin
- Frank Leistra (* 1960), Hockeyspieler[5]
- Philip van der Eijk (* 1962), klassischer Philologe, Medizinhistoriker und Literaturwissenschaftler
- Eric Wiebes (* 1963), Politiker
- Jolande van der Meer (* 1964), Schwimmerin
- Alexander Pechtold (* 1965), Politiker
- Ingrid van Engelshoven (* 1966), Politikerin
- Eeke van Nes (* 1969), Ruderin
- Simon Vroemen (* 1969), Hindernisläufer

## 1971–2000

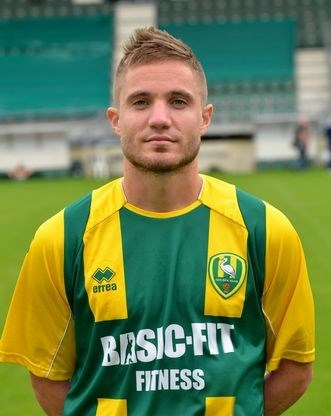
Aaron Meijers
(* 1987)

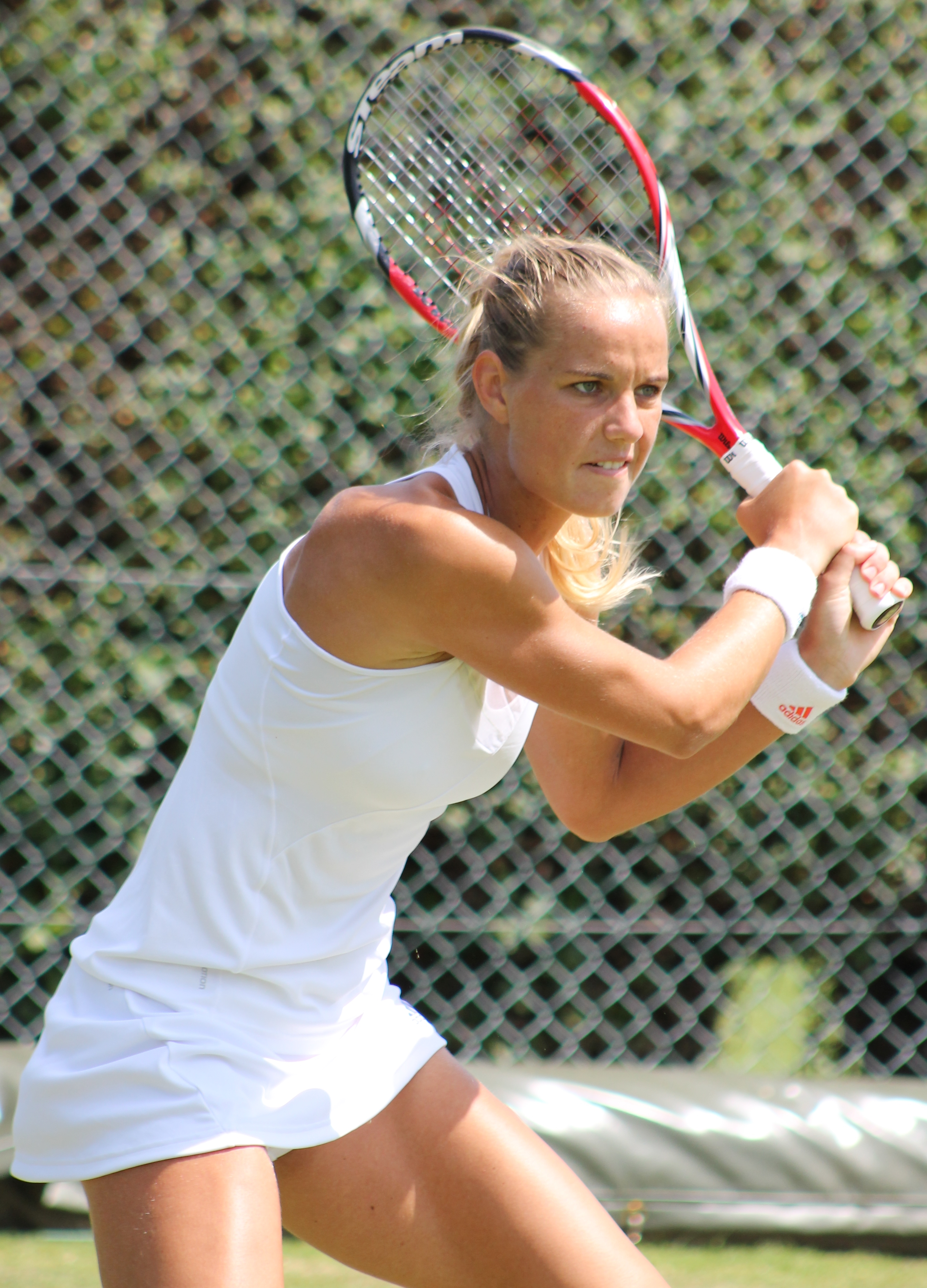
Arantxa Rus
(* 1990)

- Sander Kleinenberg (* 1971), DJ und Musikproduzent
- Casper Hoogenraad (* 1973), Zellbiologe
- Vincent de Moor (* 1973), Trance-DJ und -Produzent
- Maria Jongeling (* 1975), Radsportlerin
- Sandra van Nieuwland (* 1977), Popsängerin
- VanVelzen (* 1978), Sänger und Songschreiber
- Thamar Henneken (* 1979), Schwimmerin[6]
- Marieke van der Wal (* 1979), Handballspielerin
- Martijn van Haasteren (* 1980), Tennisspieler
- Daniël van der Stoep (* 1980), Politiker
- Liz Kay (* 1981), Sängerin
- Thomas Berkhout (* 1984), Radrennfahrer
- Julian Jenner (* 1984), Fußballspieler
- Bas van der Valk (* 1984), Tennisspieler
- Tim van der Zanden (* 1984), Bahn- und Straßenradrennfahrer
- Ard van Peppen (* 1985), Fußballspieler
- Sytske de Groot (* 1986), Ruderin[7]
- Aaron Meijers (* 1987), Fußballspieler
- Tom Relou (* 1987), Straßenradrennfahrer
- Dennis van Winden (* 1987), Radrennfahrer
- Nicole Thijssen (* 1988), Tennisspielerin
- Frank van der Zwan (* 1988), Fußballspieler
- Michaëlla Krajicek (* 1989), Tennisspielerin
- Jesper Asselman (* 1990), Radrennfahrer
- Arantxa Rus (* 1990), Tennisspielerin
- Glenn de Blois (* 1995), Snowboarder
- Kelly Vollebregt (* 1995), Handballspielerin
- Thijs van Dam (* 1997), Hockeyspieler
- Sharafuddin Ashraf (* 1999), Handballspielerin

## Nach 2000
- Denso Kasius (* 2002), Fußballspieler
- Tijmen van der Helm (* 2004), Autorennfahrer
- Judith van der Helm (* 2005), Handballspielerin